# Theope publius
Theope publius is een vlindersoort uit de familie van de prachtvlinders (Riodinidae), onderfamilie Riodininae.
Theope publius werd in 1861 beschreven door C. & R. Felder.